# Rallye du Maroc (rallye-raid)
Cet article concerne le rallye-raid. Pour l'ancien rallye du championnat du monde des rallyes, voir Rallye du Maroc.
Le Rallye du Maroc, anciennement Rallye de l'Atlas, est un rallye-raid qui se dispute chaque année en automne au Maroc depuis 2000. Il est initialement organisé par NPO (Neveu Pelletier Organisation) puis cédé à David Castera en 2017.

## Historique
À compter de 1982 apparait, au Maroc, le Rallye de l'Atlas (Paris – Agadir pour sa première édition), course de rallye-raid. Le rallye de l’Atlas, après être passé de la société Larivière à ASO disparaitra à la fin des années 90. Après 20 ans aux commandes du Rallye Optic 2000 Tunisie et « une réussite exemplaire », Cyril Neveu et Jean Christophe Pelletier de NPO, reprennent ce rallye en 2000 et le relancent sous l’appellation Rallye ORPI Maroc,.
En 2017, après 10 ans passés à la tête du rallye, Emma et Stéphane Clair, acquéreurs de NPO en 2008, cèdent officiellement l'organisation du Rallye du Maroc à la société ODC, représentée par le pilote de rallye David Castera, directeur sportif du Dakar pendant 10 éditions, et l'homme d'affaires andorran Jordi Ballbé, qui seront chargés de l'organisation à partir de l'édition 2018.

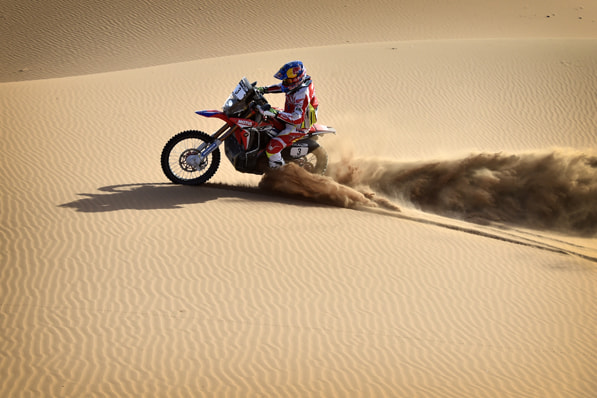
Joan Barreda au rallye du Maroc 2015.

## Palmarès

### Rallye du Maroc
Source,
| Année | Autos                                                | Autos                                                | Autos                                                | Motos                                                | Motos                                                |
| Année | Pilote                                               | Copilote                                             | Constructeur                                         | Pilote                                               | Constructeur                                         |
| ----- | ---------------------------------------------------- | ---------------------------------------------------- | ---------------------------------------------------- | ---------------------------------------------------- | ---------------------------------------------------- |
| 2000  | Jean-Louis Schlesser                                 | Henri Magne                                          | Buggy Schlesser                                      | Cyril Despres                                        | Honda                                                |
| 2001  | Jean-Louis Schlesser                                 | Henri Magne                                          | Buggy Schlesser                                      | Richard Sainct                                       | KTM                                                  |
| 2002  | Jean-Louis Schlesser                                 | Henri Magne                                          | Buggy Schlesser                                      | Richard Sainct                                       | KTM                                                  |
| 2003  | Giniel de Villiers                                   | Tina Thörner                                         | Nissan                                               | Cyril Despres                                        | KTM                                                  |
| 2004  | Stéphane Peterhansel                                 | Jean-Paul Cottret                                    | Mitsubishi                                           | Isidre Esteve Pujol                                  | KTM                                                  |
| 2005  | Bruno Saby                                           | Michel Périn                                         | Volkswagen                                           | Isidre Esteve Pujol                                  | KTM                                                  |
| 2006  | Giniel de Villiers                                   | Dirk von Zitzewitz                                   | Volkswagen                                           | Marc Coma                                            | KTM                                                  |
| 2007  | Giniel de Villiers                                   | Dirk von Zitzewitz                                   | Volkswagen                                           | Ruben Faria                                          | KTM                                                  |
| 2008  | Jean-Louis Schlesser                                 | Arnaud Debron                                        | Buggy Schlesser                                      | David Frétigné                                       | Yamaha                                               |
| 2009  | Stéphane Peterhansel                                 | Jean-Paul Cottret                                    | BMW X-Raid                                           | Marc Coma                                            | KTM                                                  |
| 2010  | Stéphane Peterhansel                                 | Jean-Paul Cottret                                    | BMW X-Raid                                           | Cyril Despres                                        | KTM                                                  |
| 2011  | Bernhard ten Brinke                                  | Matthieu Baumel                                      | Mitsubishi                                           | Helder Rodrigues                                     | Yamaha                                               |
| 2012  | Éric Vigouroux                                       | Alexandre Winocq                                     | Chevrolet                                            | Cyril Despres                                        | KTM                                                  |
| 2013  | Orlando Terranova                                    | Paulo Fiúza                                          | Mini All 4 Racing                                    | Paulo Gonçalves                                      | Honda                                                |
| 2014  | Nasser Al-Attiyah                                    | Matthieu Baumel                                      | Mini All4 Racing X-Raid                              | Marc Coma                                            | KTM                                                  |
| 2015  | Nasser Al-Attiyah                                    | Matthieu Baumel                                      | Mini All4 Racing X-Raid                              | Sam Sunderland                                       | KTM                                                  |
| 2016  | Nasser Al-Attiyah                                    | Matthieu Baumel                                      | Toyota Hilux Toyota Gazoo Racing                     | Toby Price                                           | KTM                                                  |
| 2017  | Nasser Al-Attiyah                                    | Matthieu Baumel                                      | Toyota Hilux Toyota Gazoo Racing                     | Matthias Walkner                                     | KTM                                                  |
| 2018  | Nasser Al-Attiyah                                    | Matthieu Baumel                                      | Toyota Hilux Toyota Gazoo Racing                     | Toby Price                                           | KTM                                                  |
| 2019  | Giniel de Villiers                                   | Álex Haro Bravo                                      | Toyota Hilux Toyota Gazoo Racing                     | Andrew Short                                         | Husqvarna                                            |
| 2020  | Édition annulée en raison de la pandémie de Covid-19 | Édition annulée en raison de la pandémie de Covid-19 | Édition annulée en raison de la pandémie de Covid-19 | Édition annulée en raison de la pandémie de Covid-19 | Édition annulée en raison de la pandémie de Covid-19 |
| 2021  | Nasser Al-Attiyah                                    | Matthieu Baumel                                      | Toyota Hilux Toyota Gazoo Racing                     | Pablo Quintanilla                                    | Honda                                                |
| 2022  | Guerlain Chicherit                                   | Alexandre Winocq                                     | Prodrive Hunter GCK Motorsport                       | Skyler Howes                                         | Husqvarna                                            |
| 2023  | Yazeed Al-Rajhi                                      | Timo Gottschalk                                      | Toyota Hilux Overdrive Racing                        | Toby Price                                           | Red Bull KTM Factory Racing                          |
| 2024  | Nasser Al-Attiyah                                    | Édouard Boulanger                                    | Dacia Sandrider                                      | Daniel Sanders                                       | Red Bull KTM Factory Racing                          |

### Rallye de l'Atlas
Le Rallye de l'Atlas a précédé dans l'Atlas marocain le rallye-raid (cross-country) dit « du Maroc » proprement dit, entre 1982 et 1998. Il était ouvert aux voitures et aux motos, avec pour vainqueurs notoires :

Auto :
- 1982 : Jean-Pierre Kurrer et le journaliste Jean-Luc Roy (sur Portaro 230 PV — moteur Volvo —, épreuve alors appelée le rallye Paris-Agadir)[10],[11] ;
- 1983, 1984, 1990, 1991 et 1994 : Pierre Lartigue (Range Rover, puis Lada, puis Mitsubishi, et enfin Citroën ZX Rallye-raid avec copilote Michel Périn) ;
- 1985 : Jean-Pierre Gabreau
- 1988, 1995 et 1997 : Ari Vatanen (Peugeot 405 Turbo 16 (1 - copilote Bruno Berglund), puis Citroën ZX Rallye-raid (2 - copilotes Fabrizia Pons puis Fred Gallagher)) ;

Moto :
- 1983 et 1984 : Serge Bacou ;
- 1986, 1987 et 1989 : Gilles Lalay ;
- 1990 : Stéphane Peterhansel ;
- 1994, 1995 et 1996 : Andrea Mayer (meilleure motarde féminine) ;
- 1996 : Heinz Kinigadner (KTM) ;
- 1997 et 1998 : Richard Sainct.